# Blunt (Dakota du Sud)
Pour les articles homonymes, voir Blunt.
La ville de Blunt est située dans le comté de Hugues, dans l’État du Dakota du Sud, aux États-Unis. Lors du recensement de 2010, sa population s’élevait à 354 habitants. Elle fait partie de l’agglomération de Pierre, la capitale de l’État. La municipalité s'étend sur 0,49 mille carré (1,27 km2).

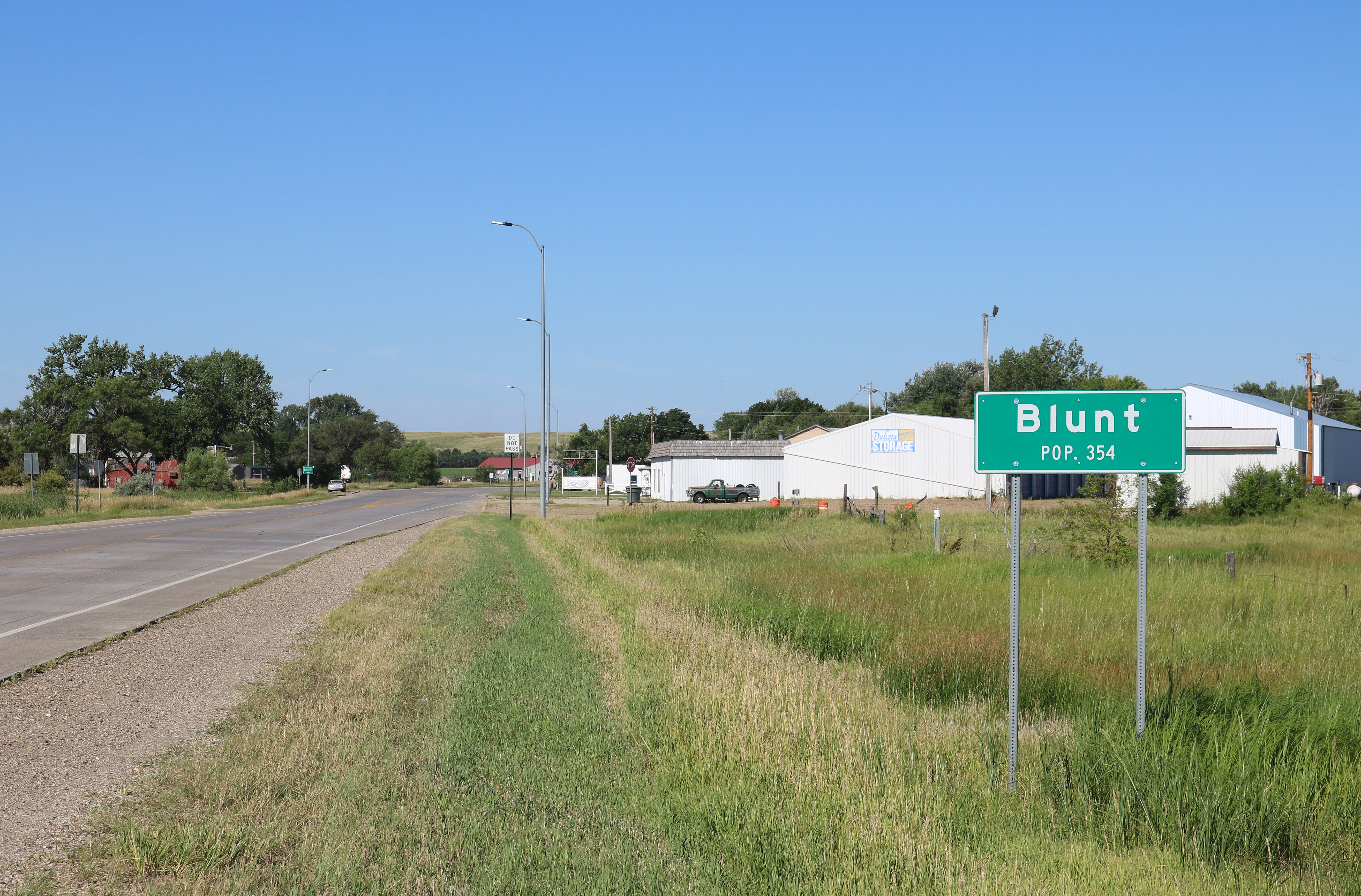
Entrer dans Blunt par le nord-est sur la U.S. Highway 14

## Histoire
Fondée en 1882, la ville doit son nom à John E. Blunt, ingénieur en chef du North Western Railroad.

## Démographie
| 1890 | 1900 | 1910 | 1920 | 1930 | 1940 |
| ---- | ---- | ---- | ---- | ---- | ---- |
| 353  | 246  | 566  | 512  | 477  | 322  |

| 1950 | 1960 | 1970 | 1980 | 1990 | 2000 |
| ---- | ---- | ---- | ---- | ---- | ---- |
| 423  | 532  | 445  | 424  | 342  | 370  |

| 2010 | - | - | - | - | - |
| ---- | - | - | - | - | - |
| 354  | - | - | - | - | - |